# Light S/A
A Light é uma empresa de energia que atua com geração, distribuição, comercialização e soluções de energia elétrica.
Atualmente, atua em 31 municípios do Estado do Rio de Janeiro, abrangendo cerca de 11,6 milhões de pessoas.

## História

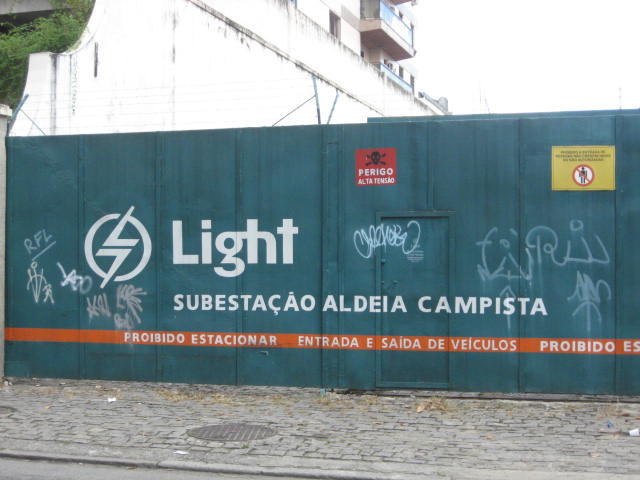
Subestação de Aldeia Campista da empresa concessionária de luz e eletricidade do Rio de Janeiro, a Light

Os primeiros passos da Light começam em 7 de abril de 1899, em Toronto, no Canadá, onde foi fundada a São Paulo Tramway, Light and Power Company, que em 17 de julho do mesmo ano, foi autorizada, por decreto do presidente Campos Sales, a atuar no Brasil. Sua atuação em São Paulo começou no mesmo ano, através da construção da Usina Hidrelétrica Parnaíba, concluída em 1901, posteriormente passando a operar os serviços de geração e distribuição de energia elétrica e bondes elétricos do município de São Paulo.
A partir do sucesso da operação paulista, no dia 9 de junho de 1904, os mesmos sócios canadenses criaram no Canadá a Rio de Janeiro Tramway, Light and Power Company, o primeiro nome da Light no Rio de Janeiro, que recebeu autorização governamental para funcionar no Rio de Janeiro em 30 de maio de 1905. Nesse mesmo ano a empresa adquiriu o controle acionário da concessionária de iluminação a gás, a empresa belga Société Anonyme du Gaz de Rio de Janeiro (SAG), serviço que foi controlado pela Light até 1969, quando foi transferido para o governo estadual.
Em 1905, o Brasil ainda não era um país industrializado e a Light dava início à construção da então maior e mais moderna usina hidrelétrica do país, a Usina de Fontes, situada no município de Piraí, no estado do Rio de Janeiro. Nas décadas seguintes, conforme o Rio de Janeiro crescia, entraram em operação outras usinas: Ilha dos Pombos (1924), de Fontes Nova (1940), Santa Cecília (1952), Vigário (1952), Nilo Peçanha (1953) e Pereira Passos (1962). Também em 1905 adquiriu de um consórcio alemão a concessão do serviço telefônico na cidade do Rio de Janeiro, criando a Rio de Janeiro Telephone Company em 1907.
Em 1907, a Light adquiriu e unificou diversas companhias de bondes e carris urbanos que funcionavam na cidade, controlando o serviço até 1963, alargando a zona urbana do Rio de Janeiro, contribuindo para o surgimento de vários bairros como Leme, Copacabana, Ipanema e Leblon. Além dos bondes, em 1918 investiu no ônibus elétrico que percorria a avenida Rio Branco e circulou até 1927. Um ano antes, criou a Viação Excelsior, os modernos ônibus com cigarra e cobrador. Em 1928, surge o Imperial, ônibus de dois andares, logo apelidado de chope duplo pelo carioca, que utilizou a condução até 1948.
A partir de 1912, a Rio de Janeiro Tramway, Light and Power Company passa a ser controlada pela holding canadense Brazilian Traction Light and Power Co. Ltd., que também se transforma em controladora da São Paulo Tramway, Light and Power Company. A holding adquiriu ainda a concessão do serviço telefônico na cidade de São Paulo, com a incorporação da Companhia Telefônica do Estado de São Paulo, passando a controlar no ano de 1916 as comunicações nas duas principais cidades do país (Rio de Janeiro e São Paulo) com a criação da Rio de Janeiro and São Paulo Telephone Company, que em 1923 passa a se chamar Companhia Telefônica Brasileira (CTB). Em 1966 a CTB é transferida para o governo federal.
Ao longo de quase cinquenta anos a vida e a aparência da cidade do Rio de Janeiro foi modificada pela empresa, que substituiu o bonde puxado a burro pelo elétrico, o lampião a gás pela luz elétrica, o fogão a lenha pelo gás canalizado, o mensageiro pelo telefone.
Em 1956, a holding Brazilian Traction Light and Power Co. Ltd. começa a atuar em inúmeros ramos, dentre os quais o imobiliário, hoteleiro, serviços de engenharia, agropecuária, entre outros, e muda de nome, passando-se a chamar Brascan - Brasil Canadá Ltda. A empresa São Paulo Tramway, Light and Power Company se funde com a Rio de Janeiro Tramway, Light and Power Company, numa única razão social, agora chamada de Light – Serviços de Eletricidade S/A, vinculada à Brascan Ltda. A partir daí, o nome Light, já popularizado e consagrado pela população dos dois estados, seria a razão social da empresa.

## Estatização
No final da década de 1970, o contrato de concessão da Light – Serviços de Eletricidade S/A com o governo federal, assinado no início do século e com validade de setenta anos seria encerrado, com a entrega dos ativos investidos pela empresa ao governo brasileiro. Porém em circunstâncias obscuras, principalmente no momento político vigente (ditadura militar), o então ministro de Minas e Energia Shigeaki Ueki, através da Eletrobrás, adquiriu o controle acionário da Light – Serviços de Eletricidade S/A e estatizou-a.
A justificativa oficial para a compra era a de que esta se fazia necessária, pois só tendo o governo como mediador a empresa conseguiria os empréstimos externos necessários aos investimentos na expansão de seus sistemas. Sem isso, o próprio desenvolvimento industrial das cidades do eixo Rio – São Paulo estaria em risco. A compra da Light marcou a conclusão do processo de nacionalização do setor de energia elétrica, iniciado em 1961 com a aprovação da lei que criou a Eletrobrás, consagrando a adoção da solução estatizante para o setor.
Na sequência, em 1981 o Governo do Estado de São Paulo adquiriu a parte paulista da Light e criou a sua própria empresa de energia, com o nome de Eletropaulo.
A parte fluminense da Light, por outro lado, virou uma empresa estatal federal voltada à holding estatal federal Eletrobrás, com a mesma denominação de antigamente, Light Rio ou Light, sendo uma das principais empresas estatais do estado, mantendo a responsabilidade pelo fornecimento de energia elétrica nas principais cidades da Região Metropolitana do Rio de Janeiro e do Vale do Paraíba Fluminense.

## Privatização
Em 1990, durante a administração de Fernando Collor, considerando as necessidades futuras de investimento na infraestrutura elétrica brasileira e a crise financeira que o governo enfrentava, foi decidido que as duas companhias de distribuição de energia federais seriam colocadas no primeiro bloco de leilão de privatização. Em abril de 1991, um decreto do governo listou a ESCELSA e a Light, subsidiárias da Eletrobras, como ativos estatais a serem privatizados.
O BNDES assumiu a responsabilidade pela preparação e pela estrutura técnica da venda dos ativos federais da eletricidade.
Foi aprovada a Emenda Constitucional n° 6/1995, durante o governo de Fernando Henrique Cardoso, permitindo que empresas de capital estrangeiro, mas que foram constituídas sob as leis brasileiras e cuja sede e administração se situem no Brasil, pudessem obter autorização ou concessão da União para a exploração de recursos minerais e os potenciais de energia hidráulica no Brasil.
Em janeiro de 1996, a Light foi dividida em duas companhias: LightRio, com base no Rio de Janeiro, e LightPar, com base em São Paulo. O objetivo era tornar a privatização da porção fluminense mais atrativa, pois esta estaria então livre da obrigação de uma dívida de US$ 1.240 milhões devida pela Companhia Elétrica de São Paulo (Eletropaulo). A Light distribuía cerca de 77% da energia elétrica no Estado do Rio de Janeiro.
A Light foi privatizada pelo programa federal de desestatização através de leilão na Bolsa de Valores do Rio de Janeiro, em 21 de maio de 1996, sem ágio, por US$ 2,26 bilhões, onde os compradores da empresa foram as empresas/consórcios:
- a maior parcela (34%) foi comprada pela estatal francesa Electricité de France (EDF) e pelas companhias americanas Houston Industries Energy e AES Corporation, cada uma com 11,35% de participação;[16]
- Companhia Siderúrgica Nacional (7,25%);[16]
- BNDESPar, com 9,14%[16]

A Eletrobrás manteve 30% da Light, de forma que a União ainda detinha 39,14% da empresa, ao se considerar as ações do BNDESPar.

### EDF
Em janeiro de 2000, o BNDESPar vendeu aproximadamente 20,24% do capital total e ordinário da Light para a EDF. Em março de 2000, a EDF comprou participação 9,23% do BNDESPar por R$ 506,3 milhões, aumentando sua participação para 40%. Em novembro do mesmo ano, é a vez da Reliant (Houston Industries) à vender sua participação na Light.
Em 2001, a CSN vendeu sua participação à EDF e à AES por US$ 362 milhões.
Em fevereiro de 2002, foi concluído o processo de reestruturação societária, consolidando a EDF como principal acionista/acionista controladora da Light, quando houve a troca de ações entre o grupo francês EDF (que ficou com a Light) e a AES Elpa, que assumiu o controle da Eletropaulo.

### Cemig
Em 28 de março de 2006, foi celebrado o Contrato de Compra e Venda de Ações entre a EDF International (EDFI) e a Rio Minas Energia Participações (RME), sendo assim a empresa RME a única controladora das empresas do grupo, ao comprar 79,57% do capital social da Light por R$ 698 milhões.
Entre 2009 e 2011, a Companhia Energética de Minas Gerais realizou uma série de operações, comprando as ações da Andrade Gutierrez Concessões (AG Concessões), Pactual Energia Participações (Pactual Energia) e Luce Brasil Fundo de Investimentos em Participações (Luce), tornando-se a única acionista da RME, tendo o controle direto e indireto de 52,46 por cento da Light S.A.
Em julho de 2019, foi concluído o processo de oferta pública de distribuição primária e secundária de ações da Light S.A. Como resultado, a CEMIG (Companhia Energética de Minas Gerais) vendeu parte de suas ações, reduzindo sua participação para 22,6%. Dessa forma, a Light tornou-se uma full corporation.
Em 25 de janeiro de 2021, a Cemig alienou suas ações por R$ 1,372 bilhão e deixou de ser acionista da Light.

## Grupo Light

### Produção de energia
A Light Rio, através da Light Energia, tem uma estrutura que inclui cinco usinas hidrelétricas, com capacidade instalada de 873 MW. São elas: Fontes Nova, Nilo Peçanha e Pereira Passos, localizadas no Complexo Hidrelétrico de Lajes (em Piraí, no Sul Fluminense), Ilha dos Pombos, no município de Carmo (divisa com Minas), e Santa Branca, no município paulista de mesmo nome.
A empresa possui também duas usinas elevatórias, Santa Cecília, em Barra do Piraí, e Vigário, em Piraí, responsáveis pelo bombeamento das águas do rio Paraíba do Sul e do rio Piraí, que geram energia. As águas do rio Piraí, além de aproveitadas para gerar energia, são utilizadas para abastecimento de água para o Grande Rio através do sistema Guandu, operado pela CEDAE.
Entretanto, a Light não produz toda a energia elétrica que distribui a seus clientes, necessitando comprar energia adicional de outras usinas/empresas geradoras, tais como o complexo nuclear de Angra dos Reis, Furnas Centrais Elétricas e Itaipu.
Em julho de 2011, seis bueiros da empresa explodiram simultaneamente. Segundo empresa, o acidente pode ter sido por uma falha no sistema de transmissão.

### Área de concessão
A Light atua nos seguintes municípios fluminenses: Barra do Piraí, Barra Mansa, Belford Roxo, Carmo (abrangência parcial), Duque de Caxias (abrangência parcial), Engenheiro Paulo de Frontin, Itaguaí, Japeri, Comendador Levy Gasparian, Mendes, Mesquita, Miguel Pereira, Nilópolis, Nova Iguaçu, Paracambi, Paraíba do Sul (abrangência parcial), Paty do Alferes, Pinheiral, Piraí, Quatis, Queimados, Rio Claro, Rio das Flores, Rio de Janeiro, São João de Meriti, Sapucaia, Seropédica, Três Rios (abrangência parcial), Valença, Vassouras e Volta Redonda.

### Empresas do Grupo
Com sede na cidade do Rio de Janeiro, o Grupo Light é constituído pelas empresas Light S.A. (holding); Light Serviços de Eletricidade S.A. (Light SESA), de distribuição de energia; Light Energia, de geração de energia; Lightcom Comercializadora de Energia (Lightcom), de comercialização de energia; Light Soluções em Eletricidade (Light Soluções); ; Light Conecta; Instituto Light; Axxiom Soluções Tecnológicas, para serviços de TI; além dos consórcios Amazônia Energia Participações, para participação no projeto da UHE Belo Monte e Itaocara Energia, para participação na UHE Itaocara;

## Recuperação Judicial
Em 12 de maio de 2023, a Light S.A. anunciou que entrou com pedido de recuperação judicial, com dívida de cerca de R$ 11 bilhões, sendo R$ 1 bilhão com bancos e cerca de R$ 3 bilhões com detentores de títulos internacionais. A recuperação judicial da companhia já era esperada, apesar da empresa ter negado à época. Ainda de acordo com a Light, toda a dívida será preservada e a empresa continuará cumprindo as obrigações setoriais exigidas pela Agência Nacional de Energia Elétrica (ANEEL) e pelo contrato de concessão. O pedido de recuperação deve afetar mais de 33 mil investidores e 3 milhões de cotistas, que devem tentar barrar a ação no justiça.
A empresa vem enfrentando um aumento no furto de energia e cabos elétricos nos últimos anos, alcançando perdas de 58,36% em março de 2023, o que pode ter contribuído para o aumento das dívidas. Atualmente, a Light é a terceira concessionária que mais perde energia por furto, respondendo por 20% do total de energia perdida no país, além disso, cerca de 10% da conta de luz do carioca é para cobrir perdas produzidas por furtos.
Em 15 de maio, a 3ª Vara Empresarial do Estado do Rio de Janeiro aceitou o pedido de recuperação judicial e concedeu cautelar para suspender os débitos financeiros em discussão. A concessão da companhia expira em junho de 2026 e a empresa precisa pedir a renovação até junho de 2023 caso tenha interesse em renovar suas operações.